# يحشوش
يحشوش هي قرية لبنانية من قرى قضاء كسروان في محافظة جبل لبنان. ويعني اسمها الإله الجريح بالآرامية.

## معرض الصور

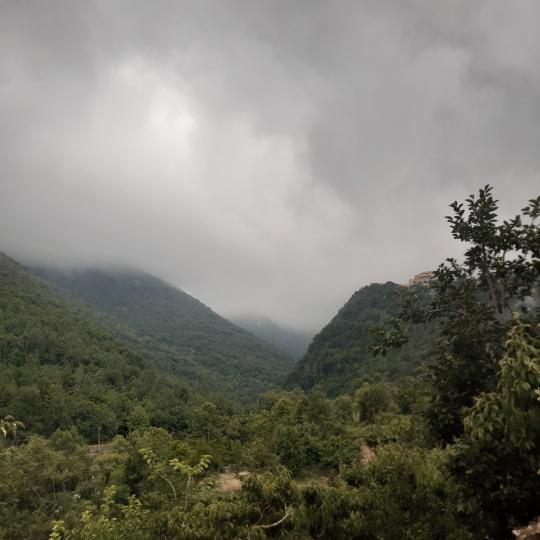
مشهد جبلي ضبابي في بلدة يحشوش، الجبل مليء بالأشجار.

## أعلام
- مارسيل غانم